# ۹۲۷ (قمری)
۹۲۷ (قمری)، نهصد و بیست و هفتمین سال در گاهشماری هجری قمری است. اول محرم این سال برابر با بیست و دوم دسامبر سال ۱۵۲۰ میلادی است.